# Justo Sierra, Motozintla
Justo Sierra är en ort i Mexiko.   Den ligger i kommunen Motozintla och delstaten Chiapas, i den sydöstra delen av landet, 900 km sydost om huvudstaden Mexico City. Justo Sierra ligger 2 250 meter över havet och antalet invånare är 167.
Terrängen runt Justo Sierra är bergig åt sydost, men åt nordväst är den kuperad. Runt Justo Sierra är det ganska tätbefolkat, med 214 invånare per kvadratkilometer. Närmaste större samhälle är Motozintla de Mendoza, 7,1 km norr om Justo Sierra. I omgivningarna runt Justo Sierra växer i huvudsak blandskog.